# Numeralia (Latijn)
Binnen de woordsoort van de telwoorden of numeralia in het Latijn kan men meerdere groepen onderscheiden :
- Hoofdtelwoorden (cardinalia), die een antwoord geven op de vraag 'hoeveel ?'
- Rangtelwoorden (ordinalia), die een antwoord geven op de vraag 'de hoeveelste ?'
- Verdelingsgetallen (distributia), die een antwoord geven op de vraag 'hoeveel telkens ?'
- Telbijwoorden (adverbia numeralia), die een antwoord geven op de vraag 'hoeveel keer ?'

## Hoofdtelwoorden
De hoofdtelwoorden in het Latijn zijn gedeeltelijk onveranderlijk (van 4-10, de tientallen, 100 en 1000), gedeeltelijk zijn ze veranderlijk (ze kunnen dus m.a.w. verbogen worden) :
- Van 1 tot 3 hebben ze een eigen verbuiging, waarin elementen van de eerste en tweede klasse en van de voornaamwoordelijke verbuigingen vermengd zijn.
- De honderdtallen volgen de verbuiging van bonus.
- Het meervoud van mille (1000) richt zich vooral naar de onzijdige substantieven van de derde verbuiging.

| Numeralia : onverbuigbaar | Numeralia : onverbuigbaar | Numeralia : onverbuigbaar | Numeralia : onverbuigbaar | Numeralia : onverbuigbaar | Numeralia : onverbuigbaar | Numeralia : onverbuigbaar | Numeralia : onverbuigbaar | Numeralia : onverbuigbaar | Numeralia : onverbuigbaar |
| ------------------------- | ------------------------- | ------------------------- | ------------------------- | ------------------------- | ------------------------- | ------------------------- | ------------------------- | ------------------------- | ------------------------- |
|                           | mannelijk                 | vrouwelijk                | onzijdig                  | mannelijk                 | vrouwelijk                | onzijdig                  | mannelijk                 | vrouwelijk                | onzijdig                  |
| nominativus               | unus                      | una                       | unum                      | duo                       | duae                      | duo                       | tres                      | tres                      | tria                      |
| genitivus                 | unius                     | unius                     | unius                     | duorum                    | duarum                    | duorum                    | trium                     | trium                     | trium                     |
| dativus                   | uni                       | uni                       | uni                       | duobus                    | duabus                    | duobus                    | tribus                    | tribus                    | tribus                    |
| accusativus               | unum                      | unam                      | unum                      | duos                      | duas                      | duo                       | tres                      | tres                      | tria                      |
| ablativus                 | uno                       | una                       | uno                       | duobus                    | duabus                    | duobus                    | tribus                    | tribus                    | tribus                    |
|                           | één                       | één                       | één                       | twee                      | twee                      | twee                      | drie                      | drie                      | drie                      |

## Rangtelwoorden
De rangtelwoorden gedragen zich als adjectieven en volgen het paradigma) bonus.
| Numeralia : rangtelwoorden | Numeralia : rangtelwoorden | Numeralia : rangtelwoorden | Numeralia : rangtelwoorden | Numeralia : rangtelwoorden | Numeralia : rangtelwoorden | Numeralia : rangtelwoorden | Numeralia : rangtelwoorden | Numeralia : rangtelwoorden | Numeralia : rangtelwoorden |
| -------------------------- | -------------------------- | -------------------------- | -------------------------- | -------------------------- | -------------------------- | -------------------------- | -------------------------- | -------------------------- | -------------------------- |
|                            | mannelijk                  | vrouwelijk                 | onzijdig                   | mannelijk                  | vrouwelijk                 | onzijdig                   | mannelijk                  | vrouwelijk                 | onzijdig                   |
| nominativus                | primus                     | prima                      | primum                     | secundus                   | secunda                    | secundum                   | tertius                    | tertia                     | tertium                    |
| genitivus                  | primi                      | primae                     | primi                      | secundi                    | secundae                   | secundi                    | tertii                     | tertiae                    | tertii                     |
| dativus                    | primo                      | primae                     | primo                      | secundo                    | secundae                   | secundo                    | tertio                     | tertiae                    | tertio                     |
| accusativus                | primum                     | primam                     | primum                     | secundum                   | secundam                   | secundum                   | tertium                    | tertiam                    | tertium                    |
| ablativus                  | primo                      | primā                      | primo                      | secundo                    | secundā                    | secundo                    | tertio                     | tertiā                     | tertio                     |
|                            | eerste                     | eerste                     | eerste                     | tweede                     | tweede                     | tweede                     | derde                      | derde                      | derde                      |

## Verdelingsgetallen
De verdelingsgetallen gedragen zich, net zoals de rangtelwoorden, eveneens als adjectieven. Ze worden vanaf 5 gekenmerkt door het suffix -(e)ni, ~ae, ~a. Ze volgen ook het paradigma bonus.
Verdelingsgetallen komen uitsluitend in meervoudsvorm voor. Zij geven dus aan dat een getal voor ieder van de genoemde personen of zaken geldt.
| Numeralia : verdeelgetallen | Numeralia : verdeelgetallen | Numeralia : verdeelgetallen | Numeralia : verdeelgetallen | Numeralia : verdeelgetallen | Numeralia : verdeelgetallen | Numeralia : verdeelgetallen | Numeralia : verdeelgetallen | Numeralia : verdeelgetallen | Numeralia : verdeelgetallen |
| --------------------------- | --------------------------- | --------------------------- | --------------------------- | --------------------------- | --------------------------- | --------------------------- | --------------------------- | --------------------------- | --------------------------- |
|                             | mannelijk                   | vrouwelijk                  | onzijdig                    | mannelijk                   | vrouwelijk                  | onzijdig                    | mannelijk                   | vrouwelijk                  | onzijdig                    |
| nominativus                 | singuli                     | singulae                    | singulum                    | bini                        | binae                       | bina                        | terni                       | ternae                      | terna                       |
| genitivus                   | singulorum                  | singularum                  | singulorum                  | binorum                     | binarum                     | binorum                     | ternorum                    | ternarum                    | ternorum                    |
| dativus                     | singulis                    | singulis                    | singulis                    | binis                       | binis                       | binis                       | ternis                      | ternis                      | ternis                      |
| accusativus                 | singulos                    | singulas                    | singula                     | binos                       | binas                       | bina                        | ternos                      | ternas                      | terna                       |
| ablativus                   | singulis                    | singulis                    | singulis                    | binis                       | binis                       | binis                       | ternis                      | ternis                      | ternis                      |
|                             | elk één                     | elk één                     | elk één                     | elk twee                    | elk twee                    | elk twee                    | elk drie                    | elk drie                    | elk drie                    |

## Telbijwoorden
De telbijwoorden gedragen zich als de gewone bijwoorden, en zijn bijgevolg onveranderlijk. Ze worden vanaf 5 gekenmerkt door het suffix -ies.